# Bistrica, Nova Varoš
Bistrica (izvirno srbsko Бистрица) je naselje v Srbiji, ki upravno spada pod Občino Nova Varoš; slednja pa je del Zlatiborskega upravnega okraja.

## Demografija
V naselju živi 657 polnoletnih prebivalcev, pri čemer je njihova povprečna starost 44,9 let (41,5 pri moških in 48,5 pri ženskah). Naselje ima 283 gospodinjstev, pri čemer je povprečno število članov na gospodinjstvo 2,80.
To naselje je, glede na rezultate popisa iz leta 2002, večinoma srbsko.
|  |

| Demografija | Demografija     | Demografija     |
| Leto        | Št. prebivalcev | Št. prebivalcev |
| ----------- | --------------- | --------------- |
|             |                 |                 |
|             |                 |                 |
|             |                 |                 |
|             |                 |                 |
| 1948        | 1276            |                 |
| 1953        | 1430            |                 |
| 1961        | 1529            |                 |
| 1971        | 1356            |                 |
| 1981        | 1185            |                 |
| 1991        | 940             | 938             |
| 2002        | 797             | 791             |
|             |                 |                 |

| Etnična sestava po popisu iz leta 2002 | Etnična sestava po popisu iz leta 2002 | Etnična sestava po popisu iz leta 2002 | Etnična sestava po popisu iz leta 2002 | Etnična sestava po popisu iz leta 2002 |
| -------------------------------------- | -------------------------------------- | -------------------------------------- | -------------------------------------- | -------------------------------------- |
| Srbi                                   | Srbi                                   |                                        | 772                                    | 97,59%                                 |
| Črnogorci                              | Črnogorci                              |                                        | 12                                     | 1,51%                                  |
| Jugoslovani                            | Jugoslovani                            |                                        | 1                                      | 0,12%                                  |
| Neznano                                | Neznano                                |                                        | 6                                      | 0,75%                                  |